# 一犬一户
一犬一户是中华人民共和国多地实施的一项政策，即每戶人家只能養一條狗。例如北京市於2006年開始要求當地居民每家只能养一只狗。北京市當局还禁止北京居民饲养大型（35厘米以上）和凶猛的狗。从2011年5月起，上海也实施了类似的政策，每户只允许飼養一只狗，但与北京不同的是，上海对狗的大小沒有限制。 尽管如此，上海當局依舊禁止市民飼養斗牛犬、牛头㹴等犬類。 

## 原因
該政策的出台可能與中國當局對狂犬病的擔憂有關。例如狂犬病在2006年9月造成中国大陆318 人死亡，2004年則造成了2,651人死亡。  中国只有3%的狗接种了疫苗，而2005年仅在北京就有69,000人被狗抓傷或咬傷。 

## 规定
该政策限制北京和上海每个家庭最多只能养一只狗。北京當局規定狗的身高不得超過35厘米。在上海则没有這一限制。如果有人饲养兩隻狗或更多的狗以及更大的狗將面臨约650美元的罚款。此外狗主人不能遺棄狗，狗主人也不能带狗去市场、公园、观光区等公共场所。 上海居民家中宠物狗如果怀孕生育，主人必须在小狗满三个月之前将其转送给愿意收养的没有狗的人家。2008年7月，广州出台一户一犬政策。
2012年2月1日，西安市规定重点限养区内每户限养一只，一般限养区内每户养犬不得超过两只。哈尔滨市规定每户限养一只准养犬。三亚市还规定犬只出户的时间限为二十时至次日七时。兰州市规定养犬人不得遗弃、虐待或者擅自处死犬只。若违反规定的，将给予养犬人警告；警告后仍不改正的，处五百元以上二千元以下人民幣罚款。2017年6月8日，青岛市要求每户限养宠物犬一只。2019年1月1日，苏州规定重点管理区域内实行一户一犬。2019年5月1日，长沙規定严格管理区每户限养一只普通犬只。

## 效果
该政策引起了一些人的不滿，例如有200名抗议者來到北京动物园門外表達不滿。 
動物權利组织對该政策反應不一，美国人道主义协会批评该政策，善待动物组织支持该政策。 